# Nomineringen till demokraternas vicepresidentkandidat 1944
Nomineringen av demokraternas vicepresidentkandidat 1944 anordnades för att utse en ny vicepresidentkandidat för det Demokratiska partiet, inför presidentvalet senare samma år. Den sittande vicepresidenten, Henry Wallace, hade varit impopulär i delar av det demokratiska partiet – han ansågs vara för liberal och på andra sätt opålitlig – och hade därför blivit utmanövrerad. Den 21 juli 1944 utsågs senatorn Harry S. Truman till president Franklin D. Roosevelts vicepresidentkandidat. Berättelsen om hur Truman blev vald kallas av historikern Robert H. Ferrell för "en av de mest storslagna politiska berättelserna i vårt århundrade".

## Bakgrund
Utgångspunkten var att Roosevelt var vid dålig hälsa och om han skulle avlida, skulle vicepresidenten bli president. Detta var de flesta medvetna om och därför var valet av vicepresidentkandidat extra betydelsefullt. Kandidaten skulle utses vid demokraternas konvent i Chicago Stadium i Chicago som började den 19 juli 1944.
En inflytelserik grupp inom partiet försökte övertala Roosevelt att inte behålla Wallace som vicepresident, något som Robert Ferrell kallar en "veritabel konspiration". Gruppen bestod av Edwin W. Pauley, kassör i Democratic National Committee (DNC, partiets nationella organisation), Robert E. Hannegan, som var ordförande i DNC, med andra ord demokraternas partiordförande, postminister Frank C. Walker, George E. Allen, sekreterare i DNC, och Edward J. Flynn, politisk boss i New York. Sent våren 1944 hade de lyckats få Roosevelt att vända sig emot Wallace men presidenten sade inget direkt till Wallace. Istället skickade han Wallace på en resa till Kina och Ryssland, vilket betydde att Wallace inte fick någon möjlighet att bedriva någon valkampanj. Gruppen övervägde flera olika kandidater, till exempel James Byrnes, Roosevelts "assisterande president", men de bestämde sig till slut för Truman. Det viktigaste för gruppen var dock att man blev av med Wallace, inte vem man valde i hans ställe.
Den 11 juli hade partiledarna ett möte med Roosevelt i Vita huset och rekommenderade att man skulle välja Truman. Andra namn som de diskuterade under mötet var Sam Rayburn, Alben Barkley, James Byrnes och John G. Winant, men alla dessa avfärdades – Byrnes på grund av att han ogillades av fackföreningarna och hade lågt stöd från svarta väljare. Roosevelt kände knappt Truman, men han visste att senatorn hade gjort ett bra arbete i Trumankommittén och att han hade stött New Deal. Roosevelt föreslog William O. Douglas, som var domare i högsta domstolen. Efter mycket diskussioner trodde dock gruppen att de övertygat Roosevelt, som sa: "Bob, I think you and everyone else here want Truman." Exakt vad presidenten sa finns det dock olika vittnesmål om. Pauley hävdade till exempel att han sa "if that's the case, it's Truman". Precis innan mötet var slut gav Roosevelt Hannegan och Walker i uppdrag att tala om för Wallace respektive Byrnes att de var ute. Hannegan fick också en skriftlig bekräftelse på Roosevelts beslut, att ta med sig och visa upp på konventet.
Nästa dag försökte Hannegan och Walker således tala om för Wallace och Byrnes att dessa borde dra sig ur, men båda vägrade om inte presidenten själv bad dem. Roosevelt ville emellertid inte själv göra någon besviken. Till Wallace sade han: "I hope it will be the same old team." Men Wallace förstod ändå Roosevelts egentliga avsikter, och skrev i sin dagbok: "Han ville bli av med mig utan något väsen." Presidenten lovade också att skriva i ett brev till ordföranden för konventet, Samuel D. Jackson, att om han (Roosevelt) vore delegat så skulle han rösta på Wallace. Till Byrnes sa Roosevelt att han var den mest kompetente kandidaten och uppmanade honom att inte dra sig ur.
Den 15 juli, en lördag, var Roosevelt på väg till San Diego med tåg och stannade till i Chicago där demokraternas konvent skulle hållas några dagar senare. Hannegan och Edward J. Kelly, borgmästare i Chicago, träffade Roosevelt ombord på tåget och fick en maskinskriven version av meddelandet från den 11 juli: "Dear Bob: You have written me about Harry Truman and Bill Douglas. I should, of course, be very glad to run with either of them and believe that either one of them would bring real strength to the ticket." Enligt några källor stod ursprungligen Douglas namn först men Hannegan bad presidentens sekreterare Grace Tully att byta ordning så att Truman stod först, så att det skulle se ut som om Roosevelt föredrog honom. Detta har Hannegan förnekat. Enligt historikern Conrad Black bytte Tully ordning på namnen, men det var troligen enligt Roosevelts önskan, dvs Hannegan vilseledde henne inte, vilket andra forskare har hävdat. Truman hävdade senare att Hannegan visat honom ett brev från Roosevelt där Douglas namn inte fanns med. "Bob, it's Truman. FDR", ska det ha stått, men brevet har aldrig återfunnits.
Hannegan försökte också få Roosevelt att tona ner Wallaces brev. Situationen komplicerades ytterligare av att Roosevelt sade positiva saker om Byrnes vilket fick till följd att Hannegan trodde att presidenten hade ändrat sig och ville ha Byrnes, men Roosevelt hade också sagt att nomineringen måste godkännas av fackledaren Sidney Hillman ("Clear it with Sidney") som han visste motsatte sig Byrnes.
Den 17 juli offentliggjorde Jackson Wallaces brev. Det stod något tvetydigt att presidenten, om han vore delegat, skulle rösta på Wallace, men att han inte på något sätt ville bestämma över konventet. På grund av det halvhjärtade stödet ansåg många att det var en dödskyss och brevet blev känt som "the kiss-of-death letter", men andra påpekade tvärtom att Wallace var den ende som hade ett skriftligt stöd från Roosevelt – Hannegan hade ännu inte berättat för någon om brevet som han hade fått den 15:e, men nu sa han att han också hade ett brev där presidenten nämnde Truman.
Den 16 och 17 juli, söndag och måndag, hade Byrnes flera motgångar. Dels uttryckte Flynn oro för att svarta röstande ogillade Byrnes och dels ökade motståndet mot Byrnes från fackföreningarna, speciellt Sidney Hillman. På måndagen ringde partiledarna till Roosevelt och sa att Byrnes var oacceptabel för fackföreningarna och han nämnde även Flynns invändning. Roosevelt gick då med på att de skulle stödja Truman ("go all out for Truman") och gruppen lät Leo T. Crowley, Byrnes vän, meddela honom nyheten. Truman fick troligen reda på att han hade Roosevelts stöd samma dag, men han var medveten om hur inkonsekvent presidenten kunde vara och kunde därför inte vara säker på vad det betydde. Han hade tidigare, liksom Hannegan, fått uppfattningen att Roosevelt ville ha Byrnes. Nästa morgon träffade dock Truman Sidney Hillman, som sade att facket vägrade att gå med på Byrnes och att deras förstahandsval var Wallace men om det inte var möjligt så kunde de även stödja Truman. Roosevelt hade träffat Hillman föregående torsdag. Det finns inga bevis för att han uppmanade Hillman att inte acceptera Byrnes, men så kan det mycket väl ha gått till, enligt Ferrell. Byrnes trodde själv att Roosevelt satte en kniv i ryggen på honom. Först nu, efter sitt möte med Hillman, visste Truman att han hade en god chans att få nomineringen. Truman hade dock flera gånger sagt att han inte ville bli vicepresident och fortsatte att vara motvillig. En av orsakerna var att han hade sin fru Bess på avlöningslistan och inte ville att den saken skulle uppdagas. Sedan 1943 hade han också haft sin syster Mary Jane på avlöningslistan. Dessutom ogillade Bess presidenten och Vita huset i allmänhet. Byrnes, som var besviken på Roosevelt, drog sig ur på onsdagen den 19:e – "av hänsyn till presidentens önskan".
Den 19 juli samlades Truman och ledarna i Hannegans rum på Blackstone Hotel. Hannegan ringde till Roosevelt, medan Truman lyssnade, och sa att Truman var en envis Missourimula. Roosevelt svarade, högt så att alla i rummet kunde höra: "Well, tell him if he wants to break up the Democratic Party in the middle of a war, that's his responsibility." Truman gav då med sig: "Well, if that is the situation, I'll have to say yes. But why the hell didn't he tell me in the first place?" Roosevelt och Hannegan i förväg hade kommit överens om vad de skulle säga.

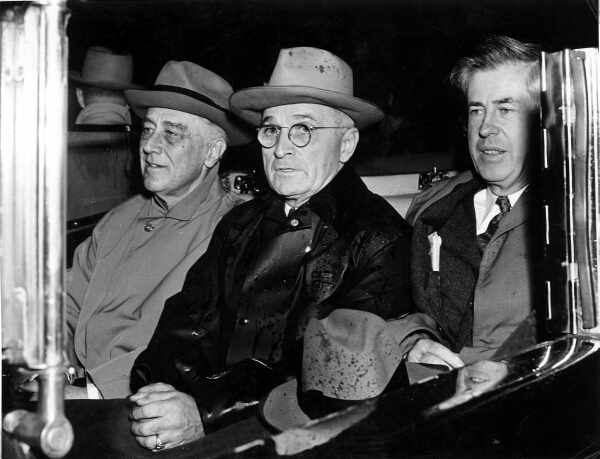
Roosevelt, Truman och Wallace den 10 november 1944, efter att demokraterna hade vunnit presidentvalet.

Den 20 juli, torsdag, offentliggjorde Hannegan brevet som han hade fått av Roosevelt ombord på tåget, men det skapade förvirring eftersom det förutom Truman även nämnde Douglas. Omröstningen skulle hållas samma dag; Wallaces supportrar hade fyllt stadion och överallt fanns deras banderoller och hördes det slagord för Wallace. Biljetterna till konventet hade tryckts i samma färg för varje dag, och troligen hade Wallaces anhängare använt biljetter för andra dagar för att komma in på torsdagen, utan att kontrollanterna märkte det, och de hoppades kunna påverka delegaterna att stödja vicepresidenten. En annan förklaring till att de kunde komma in i så stora skaror kan vara att de förfalskade biljetter. För att undvika risken för en Wallaceseger ordnade gruppen så att omröstningen ajournerades till nästa dag. Till nästa dag försökte de, enligt historikern David McCullough, förmå delegaterna att välja Truman. Han skriver i sin bok Truman: "But Hannegan, Flynn, Kelly, and the others had been working through the night, talking to delegates and applying 'a good deal of pressure' to help them see the sense in selecting Harry Truman. No one knows how many deals were cut, how many ambassadorships or postmaster jobs were promised, but reportedly, by the time morning came, Postmaster General Frank Walker had telephoned every chairman of every delegation." Men den beskrivningen stämmer förmodligen inte, hävdar Robert H. Ferrell: Taktiken var inte att stanna uppe hela natten och erbjuda ambassadörs- och ministerposter utan att under fredagen gå runt bland delegaterna och tala om att presidenten ville ha Truman.

## Nomineringskonventet
Vid omröstningen till vem som skulle bli demokraternas presidentkandidat fick Roosevelt en klar majoritet, 1086 röster, före Harry F. Byrd, som fick 89 röster, och James A. Farley, som fick en röst.
Vid den första röstningsomgången i vicepresidentkandidatomröstningen, den 21 juli, fick Wallace 429,5 röster mot Trumans 319,5 men Truman segrade i andra omgången med siffrorna 1031-105.

## Eftermäle
Både Ferrell och McCullough jämför sättet Truman blev vald på med senare presidentval där kandidaterna måste delta i primärval i delstater för att säkra delegater till nationella konvent, och påpekar att Truman var en produkt av boss-systemet i Kansas City och att han nominerades av bossystemet 1944.
Ferrell påpekar att Roosevelt var oärlig, främst mot Byrnes, och "upphöjde osannfärdighet till en konst". Roosevelt använde underordnade för saker som var obehagliga, som att säga till Byrnes och Wallace att de skulle dra sig ur. Edward Flynn trodde att Roosevelt på grund av sin dåliga hälsa ogärna ville bli inblandad i bråk: "Jag tror att för att slippa bekymmer och tvister och istället för att bråka lät han alla aspiranter tro att det skulle bli ett öppet konvent."
Ferrell frågar sig också frågan om Truman, som föreföll att få presidenposten utan att själv anstränga sig, i själva verket spelade ett listigt spel. Enligt Ferrell så tyder allt på att Truman försökte få den posten som han insisterade på att han inte vill ha. Han hade varit en konstig politiker annars, enligt Ferrell. Det var nödvändigt att närma sig nomineringen försiktigt genom att förneka att han var en kandidat. Roosevelt ogillade äregiriga människor och det var Truman medveten om.
Då Truman sågs som en moderat politisk kraft i förhållande till den för liberale Wallace och den konservative Byrnes, så kallades han skämtsamt för "den andra Missourikompromissen". 
Den liberala fraktionen inom partiet var missnöjd med att Truman blev vald. I några tidningar beskylldes Truman för att ha varit medlem i Ku Klux Klan (vilket inte var sant). Han fick också kritik för att han hade sin fru på avlöningslistan. Dessa kontroverser spelade dock inte så stor roll. Med ett världskrig som pågick var det få amerikaner som ville byta ledare så Roosevelt och Truman besegrade republikanen Thomas Dewey och hans medkandidat John W. Bricker. Den 20 januari 1945 svors Truman in som USA:s vicepresident.